# 明野町 (名古屋市)
- 日本 > 愛知県 > 名古屋市 > 熱田区 > 明野町
- 日本 > 愛知県 > 名古屋市 > 中川区 > 明野町

明野町（あけのちょう）は、愛知県名古屋市熱田区および中川区の地名。丁番を持たない単独町名である。住居表示実施。

## 地理
名古屋市熱田区北西部に位置する。東は川並町、西は幡野町、南は千代田町、北は南八熊町・中川区に接する。

## 歴史

### 町名の由来
野立町の小字名「明田」（みょうでん）の「明」と野立町の「野」を一字ずつ組み合わせたもの（合成地名）。

### 行政区画の変遷
- 1939年（昭和14年）5月1日 - 中川区野立町の一部により、同区明野町として成立[1]。
- 1944年（昭和19年）2月11日 - 熱田区に編入され、同区明野町となる[1]。
- 1960年（昭和35年）3月5日 - 中川区八熊町の一部にとり、同区明野町が成立する[3]。
- 1978年（昭和53年）6月25日 - 熱田西町・八千代通・柳川町・千代田町・野立町の各一部を編入し、一部が幡野町・千代田町・南八熊町に編入される[1]。また、中川区明野町に八熊町・八千代通・柳川町の各一部が編入される[3]。

## 世帯数と人口
2018年（平成30年）12月1日現在の世帯数と人口は以下の通りである。
| 町丁   | 世帯数  | 人口    |
| ------ | ------- | ------- |
| 明野町 | 573世帯 | 1,094人 |

### 人口の変遷
国勢調査による人口の推移
| 2000年（平成12年） | 1,032人 | [ WEB 7 ]  |  |
| 2005年（平成17年） | 976人   | [ WEB 8 ]  |  |
| 2010年（平成22年） | 1,078人 | [ WEB 9 ]  |  |
| 2015年（平成27年） | 1,119人 | [ WEB 10 ] |  |

## 施設
- 明野保育園[2]
- 真宗大谷派大乗寺[2]

## 学区
市立小・中学校に通う場合、学校等は以下の通りとなる。また、公立高等学校に通う場合の学区は以下の通りとなる。
| 番・番地等 | 小学校               | 中学校                 | 高等学校 |
| ---------- | -------------------- | ---------------------- | -------- |
| 全域       | 名古屋市立野立小学校 | 名古屋市立日比野中学校 | 尾張学区 |

## その他

### 日本郵便
- 郵便番号並びに管轄の郵便局は以下の通りである[WEB 3][WEB 4]。

| 区     | 郵便番号 | 郵便局     |
| ------ | -------- | ---------- |
| 熱田区 | 456-0071 | 熱田郵便局 |
| 中川区 | 454-0000 | 中川郵便局 |

### WEB
1. ↑  “愛知県名古屋市熱田区の町丁・字一覧”.   人口統計ラボ. 2017年7月23日閲覧。
2. 1 2  “町・丁目(大字)別、年齢(10歳階級)別公簿人口(全市・区別)”.   名古屋市 (2018年12月20日). 2019年1月6日閲覧。
3. 1 2  “郵便番号”.  日本郵便. 2019年1月6日閲覧。
4. 1 2  “郵便番号”.  日本郵便. 2019年1月6日閲覧。
5. ↑  “市外局番の一覧”.   総務省. 2019年1月6日閲覧。
6. ↑  名古屋市役所市民経済局地域振興部住民課町名表示係 (2015年10月21日). “熱田区の町名一覧”.   名古屋市. 2017年7月23日閲覧。
7. ↑  名古屋市役所総務局企画部統計課統計係 (2005年7月1日). “（刊行物）名古屋の町(大字)・丁目別人口 (平成12年国勢調査) 熱田区” (xls). 2017年10月8日閲覧。
8. ↑  名古屋市役所総務局企画部統計課統計係 (2007年6月29日). “平成17年国勢調査　名古屋の町(大字)別・年齢別人口 熱田区” (xls). 2017年10月8日閲覧。
9. ↑  名古屋市役所総務局企画部統計課統計係 (2012年6月29日). “平成22年国勢調査　名古屋の町(大字)別・年齢別人口 熱田区” (xls). 2017年10月8日閲覧。
10. ↑  名古屋市役所総務局企画部統計課統計係 (2017年7月7日). “平成27年国勢調査　名古屋の町(大字)別・年齢別人口” (xls). 2017年10月8日閲覧。
11. ↑  “市立小・中学校の通学区域一覧”.   名古屋市 (2018年11月10日). 2019年1月14日閲覧。
12. ↑  “平成29年度以降の愛知県公立高等学校（全日制課程）入学者選抜における通学区域並びに群及びグループ分け案について”.   愛知県教育委員会 (2015年2月16日). 2019年1月14日閲覧。

### 書籍
1. 1 2 3 4  名古屋市計画局 1992, p. 815.
2. 1 2 3 4  「角川日本地名大辞典」編纂委員会 1989, p. 1443.
3. 1 2  名古屋市計画局 1992, p. 826.